# 211375 Jessesteed
211375 Jessesteed è un asteroide della fascia principale. Scoperto nel 2002, presenta un'orbita caratterizzata da un semiasse maggiore pari a 2,7993212 UA e da un'eccentricità di 0,0507122, inclinata di 4,46641° rispetto all'eclittica.